# Vlastimir
Vlastimir va ser el príncep de Sèrbia a mitjan segle ix. En aquell moment, la regió habitada pels serbis estava situada al mig del territori per on Bulgària s'expandia. Possiblement això va portar a una unió dels serbis sota l'autoritat de Vlastimir per qüestions de defensa amb la col·laboració dels romans d'Orient a través de l'enviament d'agents i d'or en la recerca d'un aliat potencial contra els búlgars. Entre el 836 i el 852 es va veure obligat a defensar-se dels atacs búlgars amb èxit. Es va expandir també a l'oest. Vlastimir es va casar amb la filla del župan de Trebinje i va elevar el títol del seu gendre a príncep; de fet Vlastimir va ser senyor de Trebinje, tenia com a subordinat al seu župan, relació que va continuar al llarg del segle següent. Probablement va ser senyor del territori de Konavli, perquè Constantí VII diu que aquest era subordinat a Trebinje. A la seva mort va ser succeït pels seus tres fills, Mutimir, Strojimir i Gojnik, que es van dividir el territori, acció comuna entre les dinasties de l'època, però els seus tres fills van acabar enfrontats en una guerra civil a la dècada del 860. A la seva època també es devia iniciar tímidament la cristianització dels serbis, perquè els seus nets, Petar i Stefan, nascuts ca. 870 duen noms cristians.